# Heerlijkheid Ierland
De heerlijkheid Ierland (Engels: Lordship of Ireland, Latijn: Dominus Hiberniae) was de benaming voor het deel van Ierland dat tussen 1171 en 1541 door de Engelse koning werd beheerst. De heerlijkheid viel direct onder de Engelse kroon.
Paus Adrianus IV (zelf een Engelsman), die de Rooms-Katholieke Kerk in Ierland te onafhankelijk vond, riep in 1155 met de bul Laudabiliter koning Hendrik II van Engeland op om Ierland in te nemen. De Engelse koningen kregen van de paus het recht de titel heer van Ierland (Lord of Ireland of Dominus Hiberniae) te dragen.
In de 12e eeuw was Ierland verdeeld tussen een aantal kleine koningen. De hoge koning van Ierland had geen echte macht over het eiland; het was meer een symbolische functie.
Hendrik gebruikte een conflict tussen Ruaidrí Ua Conchobair, de koning van Connacht (een van de Ierse koninkrijken) en hoge koning van Ierland, en Dermot MacMurrough, de koning van Leinster (een ander Iers koninkrijk), als aanleiding om het land binnen te vallen. Dermot MacMurrough was van zijn troon gestoten en vroeg Hendrik om militaire steun.
In 1169 landde een Engels expeditieleger in Ierland, en twee jaar later kwam Hendrik II zelf naar Ierland. Na een gebied rond Dublin te hebben veroverd, gaf Hendrik het gebied aan een van zijn zonen, Jan zonder Land die, zoals zijn bijnaam aangeeft, geen land in bezit had. Toen Jan in 1199 tot koning van Engeland werd gekroond, viel de heerlijkheid Ierland direct onder de Engelse kroon.
Naast het koninklijke gebied rond Dublin, dat The Pale genoemd werd, veroverden Normandisch-Engelse edelen grote delen van Ierland in de eeuwen die volgden. Tijdens de Rozenoorlogen, de Engelse burgeroorlog in de 15e eeuw, viel het Engelse gezag in Ierland uiteen en veroverden de Ierse edelen weer een groot deel terug van de Normandiërs.
De heerlijkheid Ierland had een parlement in Dublin met een lagere kamer (House of Commons) en een hogere kamer (House of Lords). De echte macht was echter in handen van de gouverneur, de Lord Lieutenant (Iers: Ard-Leifteanant na hÉireann) of Lord Deputy, die Ierland in naam van de koning bestuurde. Deze functie was traditioneel in handen van de earls van Kildare.
De heerlijkheid bleef bestaan tot 1541, toen Ierland het koninkrijk Ierland werd, een staat in personele unie met Engeland. Koning Hendrik VIII had zich in 1534 van de Rooms-Katholieke Kerk afgescheiden, en door de titel koning van Ierland aan te nemen kon de kerk zijn titel heer van Ierland, die immers door de paus aan de Engelse koning was toegekend, niet terugtrekken.
In de eeuw die daarop volgde herstelden en vestigden de Engelse koningen geleidelijk hun gezag over heel Ierland, zowel door geweld als door middel van kolonisatie door Engelse immigranten.